# The Slaver Weapon
"The Slaver Weapon" és el catorzè episodi de la primera temporada de la sèrie de televisió animada de ciència-ficció estatunidenca Star Trek. Es va emetre per primera vegada a la programació de l'NBC dissabte al matí el 8 de desembre de 1973, i va ser escrit per Larry Niven. Es basava en el seu conte original "The Soft Weapon". Aquest episodi es va ampliar per convertir-se en la primera meitat d'una novel·la de l'autor de ciència-ficció Alan Dean Foster com Star Trek Log Ten.
Ambientada al segle XXIII, la sèrie segueix les aventures del capità James T. Kirk (amb la veu de William Shatner) i la tripulació de la nau estelar  Enterprise. En aquest episodi, mentre viatjaven amb llançadora, diversos membres de la tripulació de l' Enterprise són capturats i han d'utilitzar les seves forces individuals per evitar que una poderosa arma alienígena caigui en mans equivocades.

## Argument
En data estel·lar 4187.3, la llançadora Copernicus de l' Enterprise, amb l'oficial científic Spock (veu per Leonard Nimoy), l'oficial de comunicacions Tt. Uhura (amb la veu de Nichelle Nichols), i el tinent navegador Hikaru Sulu (amb la veu de George Takei) està de camí cap a Base Estel·lar 25 per lliurar una caixa d'estasi, un rar artefacte de la cultura Slaver. Els Slavers ara extingits utilitzaven aquests objectes per portar armes, objectes de valor, instruments científics i dades. Les caixes es poden detectar mútuament i les proves mostren que un altre dispositiu es troba a prop de Beta Lyrae.
Seguint el senyal, la llançadora aterra en un planeta de gel on la tripulació és capturada per l'hostil Kzinti, amb forma de gat. Els Kzinti tenien una caixa d'estasi buida pròpia i l'estaven utilitzant per atraure les naus estel·lars que passaven. Intenten robar les caixes amb l'esperança de trobar una súper arma que retorni el seu imperi a la seva antiga grandesa. Els Kzinti obren la caixa que l' Enterprise havia estat transportant, trobant a l'interior una mica de carn fresca, una imatge d'un Slaver i un dispositiu alienígena poderós (però desconegut), que el Kzinti sospita de seguida que és una arma.
L'arma passa de mans diverses vegades entre la Federació i les tripulacions de Kzinti, temps durant el qual Sulu descobreix un feix de conversió total. Els Kzinti recuperen els tres membres del personal de la Federació i l'arma. Mentre els Kzinti exploren les nombroses configuracions del dispositiu, descobreixen un ordinador de guerra que comença a parlar-los. Després que els Kzinti no proporcionin diverses paraules de codi i preguntin sobre la configuració del feix de conversió total, l'arma conclou que són enemics i els dirigeix cap al que diu que és la configuració que volen però que en realitat és una configuració d'autodestrucció. Quan els Kzinti activen aquesta configuració, resulta ser un camp disruptor que destrueix l'arma i mata els Kzinti.

## Producció
La productora D. C. Fontana es va acostar a Larry Niven el 1973 per veure si escriuria un episodi per a La sèrie animada, suggerint-li que podria adaptar una de les seves històries existents. Aleshores Niven era una força emergent important en el món de la ciència-ficció; el 1971 la seva novel·la Ringworld va ser guardonada amb el Premi Hugo a la millor novel·la, el Premi Nebula a la millor novel·la i el Premi Locus a la millor novel·la. El primer intent de Niven de va escriure un teleplay que va introduir el seu espai conegut a l'univers de Star Trek. La història va implicar un grup de Forasters que estaven utilitzant un forat negre quàntic per desactivar les tripulacions de les naus que passaven per piratejar-les. Fontana li va avisar que la versió original no funcionaria com a episodi, i el seu segon intent va resultar ser "massa sagnant".
Mentre Niven visitava la casa de Gene Roddenberry una tarda, Roddenberry va suggerir que utilitzés la seva història "The Soft Weapon" com a base per a un episodi. Aquesta història s'obre amb una petita nau espacial fent un viatge lateral ràpid per veure Beta Lyrae. A bord hi ha la parella humana que tripulava la nau espacial i el seu passatger, un titerot de Pierson anomenat Nessus. En Nessus té una caixa d'estasi en el seu poder, i una exploració rutinària revela que una altra caixa d'estasi es troba en algun lloc del sistema Beta Lyrae, per a la seva sorpresa. Quan intenten recuperar la segona caixa, són capturats per un grup de pirates Kzinti. Els Kzinti tenen una caixa d'estasi buida i l'utilitzen per atraure naus estel·lars que passen. Els tres superen els Kzinti i escapen.
Per a l'adaptació a l'univers de Star Trek, Niven va canviar les identitats dels personatges de l'original pels seus anàlegs a Star Trek. Nessus, un herbívor molt intel·ligent i normalment pacifista, va encaixar perfectament amb el personatge de Spock. La tripulació original de la nau estel·lar masculina i femenina va ser substituïda per Sulu i Uhura, mentre que la petita nau espacial es va convertir en la nova llançadora. Els personatges del vaixell Kzinti es van mantenir sense canvis.
Hi va haver canvis menors per simplificar la narració, però només un canvi important. A "The Soft Weapon" els artefactes van ser construïts pels Tnuctipun, una espècie tecnològicament avançada que havia estat esclavitzada pels Thrintun, els "esclavistes" homònims. Havien construït moltes armes en secret com aquesta com a part d'una revolta llargament planificada. Aquesta història de fons està fora de l'abast de "The Slaver Weapon", i en aquesta versió es suposa que la caixa i l'arma són d'origen Slaver.
Durant molt de temps es rumorejava que la roba i els vaixells dels Kzinti es representaven en tons rosats que es devia al fet que el director Hal Sutherland patia daltonisme, però això fou contradit per Bob Kline, dissenyador de filmació i maquetador, que va declarar en una entrevista de podcast que les opcions de color eren obra de l'estilista de color Irv Kaplan. Es va demanar disculpes a Larry Niven per aquesta supervisió.
Aquesta és la primera història de Star Trek emesa (ja sigui en les seves encarnacions d'acció en directe o d'animació) en la qual James T. Kirk (William Shatner) no apareix, tot i que la seva veu s'escolta als crèdits de l'obertura estàndard. (Kirk tampoc va aparèixer al pilot d'imatge real "La gàbia", però aquest no es va emetre en la seva forma original fins al 1988). També, per primer cop, la nau espacial Enterprise no apareix, excepte en els crèdits inicials estàndard.

## Recepció
L'episodi va ser ressenyat per Mark Altman i Edward Gross al seu llibre, Trek Navigator, on l'anomenaven ", amb diferència, un dels millors i més literat dels episodis animats". Van descriure els Kzinti com un nou enemic "fascinant" i van lloar la introducció de les caixes dels Slavers. Es va dir que el treball de veu era "sorprenentment bo", però l'animació va ser criticada amb el vaixell rosa i els uniformes dels alienígenes "nega una mica la seva amenaça".

## Llegat
Després de la producció de "The Slaver Weapon", Niven va tornar al seu concepte d'espai conegut i va començar a expandir-lo. "The Borderland of Sol" es va desenvolupar a partir del seu to original per a The Animated Series i es va publicar per primera vegada a la revista Analog el gener de 1975, i reeditat a la col·lecció Tales of Known Space el mateix any. Va ser guardonat amb el Premi Hugo a la millor novel·la el 1976, i reeditat com a part de la novel·l Crashlander el 1994. Més tard, Niven va escriure una història a la tira còmica redifusionada Star Trek titulada "The Wristwatch Plantation", que va tornar a introduir els Kzinti en aquest univers una vegada més.
Durant la producció de la quarta temporada de Star Trek: Enterprise, Niven va comentar que era conscient dels esforços per reintroduir el Kzinti a la franquícia Star Trek, i "sempre havia esperat [que] poguessin fer-la funcionar." Al mateix temps, els Kzinti apareixien a la revista Star Trek Communicator com una de les races alienígenes que representaven els set pecats capitals, relacionats específicament amb luxúria. Això va ser a causa de la necessitat dels Kzinti d'alimentar-se de la carn dels altres com a "gastronòmica en comptes de carnal", la qual cosa significava que se'ls considerava "sensuals, sense ser obertament sexuals". L'escriptor Jimmy Diggs estava desenvolupant una pel·lícula d'animació CGI anomenada Star Trek: Lions of the Night. Diggs hauria fet que el capità Hikaru Sulu intentés evitar una invasió Kzinti de la Federació utilitzant l'USS Enterprise (NCC-1701-B). Manny Coto, el productor creador per Enterprise, havia estat tingut la idea d'incloure el Kzinti en un episodi de la cinquena temporada de la sèrie anomenat "Kilkenny Cats" basat en la idea de Diggs. Tanmateix, la sèrie es va cancel·lar al final de la quarta temporada i l'episodi mai es va fer. Diggs havia encarregat a Josh Finney de dissenyar un vaixell Kzinti per a la possible inclusió a l'episodi Enterprise.
A l'episodi de Star Trek: Picard "Nepenthe", William Riker fa referència a "The Slaver Weapon" dient: "Darrerament hem tingut un petit problema per aquí amb el Kzinti".
Un oficial de la Flota Estelar Kzin apareix a Star Trek: Lower Decks.